# Santa Maria de Rebordões
Rebordões Santa Maria, conhecida popularmente como Rebordões, é uma freguesia portuguesa do município de Ponte de Lima, com 7,20 km² de área e 969 habitantes (censo de 2021). A sua densidade populacional é 134,6 hab./km².

## Demografia
A população registada nos censos foi:
| Distribuição da População por Grupos Etários | Distribuição da População por Grupos Etários | Distribuição da População por Grupos Etários | Distribuição da População por Grupos Etários | Distribuição da População por Grupos Etários |
| -------------------------------------------- | -------------------------------------------- | -------------------------------------------- | -------------------------------------------- | -------------------------------------------- |
| Ano                                          | 0-14 Anos                                    | 15-24 Anos                                   | 25-64 Anos                                   | > 65 Anos                                    |
| 2001                                         | 227                                          | 189                                          | 511                                          | 138                                          |
| 2011                                         | 187                                          | 137                                          | 581                                          | 151                                          |
| 2021                                         | 129                                          | 135                                          | 550                                          | 155                                          |